# Luis López de Mesa
Luis Eduardo López de Mesa Gómez (Donmatías, 12 de octubre de 1884-Medellín, 18 de octubre de 1967) fue un médico, psiquiatra, político, profesor colombiano.  
Médico de la Universidad Nacional de Colombia, psiquiatra, político, profesor de Estética, Historia del Arte, Sociología Americana, Historia de la Medicina e Historia de la Psiquiatría, Ministro de Educación (1934-1935) , Rector de la Universidad Nacional de Colombia (1948) y Ministro de Relaciones Exteriores (1938-1942).
Algunos lo consideran como el primer psicólogo colombiano, aunque su desarrollo intelectual se vio formado principalmente por la filosofía y la sociología.

## Biografía
Hijo de Bartolomé López de Mesa y Virginia Gómez, tenía ascendencia española e inglesa. Se educó bajo la protección intelectual de su tío el obispo Antonio López de Mesa, cuya biblioteca lo acercó al conocimiento de la gramática y la historia. Se graduó de bachiller en el colegio de San Ignacio, en Medellín, y en 1907 se trasladó a Bogotá para estudiar medicina en la Universidad Nacional de Colombia, donde se graduó en 1912. Se especializó en psiquiatría y psicología en la Universidad de Harvard, en 1916; y entre 1918 y 1922 realizó estudios en Inglaterra y Francia, y viajó por Italia, Alemania y Grecia. 
En 1917 fue elegido concejal de Bogotá, y luego fue diputado a la Asamblea y representante a la Cámara. En cuanto a su actividad pedagógica, entre 1912 y 1916 se desempeñó como profesor de historia de la medicina, de sociología americana y de estética e historia del arte, en la Universidad Nacional. El hilo conductor de gran parte de su elaboración teórica fue el concepto de educación que, junto con la raza y el mejoramiento de esta, la economía y la "voluntad creadora", consideraba como factores del desarrollo. 
En 1934, durante el primer gobierno de Alfonso López Pumarejo, fue nombrado ministro de Educación. 
En 1938, Luis López de Mesa fue nombrado ministro de Relaciones Exteriores por el gobierno de Eduardo Santos. Desde esta posición, expresó sus ideas sobre el tratamiento que debía darse a la cultura y la política internacional, y asistió en representación de Colombia a la Conferencia Internacional Americana, reunida en Lima, donde fue nombrado presidente de la misma y firmó la Declaración de principios sobre la Solidaridad Americana. 
Durante este periodo, en su papel como canciller, cerró las puertas de Colombia a los sobrevivientes de la Segunda Guerra Mundial. Estableciendo elevadas tasas burocráticas para aquellos inmigrantes que buscaran traer a sus parientes de Europa.
Del papel de López de Mesa dice Azriel Bibliowicz:
"El ministro de Relaciones Exteriores del presidente Eduardo Santos, Luis López de Mesa, quien gozaba de una curiosa fama de `sabio', fue el artífice de esta visión discriminatoria. Era claro que el gobierno de Santos consideraba inconveniente la inmigración de judíos. Las teorías racistas de López de Mesa lo llevaron a emitir una circular prohibiendo a las embajadas de Colombia que visaran judíos para venir al país."
Sus concepciones racistas y el carácter reaccionario de sus ideas se hacen patentes de nuevo en 1949, al señalar en un artículo de la revista bogotana Cultura que el mestizaje en Colombia estaba trastocando los "valores supremos" y también exponiendo en el mismo texto los peligros políticos de la alfabetización popular.
En 1939 participó como delegado de Colombia en la VIII Conferencia Internacional Americana, reunida en La Habana, y en la Conferencia de Cancilleres reunida en Panamá.

## Membresías
Entre otras, fue miembro de número de la Academia Colombiana de Ciencias de la Educación desde 1933; miembro de la Academia Colombiana de la Lengua y de la Academia Colombiana de Historia desde 1935, fue presidente de esta última en el período 1943-1944; miembro honorario de la Facultad de Biología y Ciencias Médicas de la Universidad Nacional de Chile desde 1936, y miembro de honor de la Liga Argentina de Higiene Mental desde 1938; miembro de la Academia Nacional de Medicina desde 1944, y presidente de la Academia de Ciencias Exactas, Físicas y Naturales. Fue miembro correspondiente de la Academia Mexicana de la Lengua. Reconocido por su labor intelectual a nivel latinoamericano, fue condecorado por los gobiernos de Ecuador, Brasil, Perú, Chile, Panamá y Venezuela; el gobierno colombiano le impuso la Cruz de Boyacá.

## Obras
La obra de Luis López de Mesa incluye estudios científicos, novelas psicológicas, ensayos sociológicos, investigaciones históricas, planes culturales e innumerables artículos aparecidos en revistas como Universidad, Senderos, Vida, Estampa y Revista de América. La extensión temática y bibliográfica de su obra, los largos listados de cargos y asociaciones, la exaltación y la apología son los rasgos sobresalientes en las referencias a la vida y obra de Luis Eduardo López de Mesa. Dentro de su obra bibliográfica se cuentan los siguientes volúmenes:
- El libro de los apólogos (1918)
- La biografía de Gloria Etzel (1921)[6]
- El factor étnico (1927)[6]
- Civilización contemporánea (1926)
- La tragedia de Nilse (novela, 1928)
- Biografía de Gloria Etzel (novela, 1929)
- Introducción a la historia de la cultura en Colombia (1930)
- Cómo se ha formado la Nación colombiana (1934)
- Disertación sociológica (1939)
- Miguel Antonio Caro y Rufino José Cuervo (1944)
- Nosotros y la Esfinge (1947)
- Perspectivas culturales (1949)
- Escrutinio sociológico de la historia colombiana (1955)[6]
- Escrutinio sociológico de la historia colombiana (1956)
- Rudimentos de onomatología (1960)
- Oraciones panegíricas (1964).
- Viaje por suramericana

## Instituciones que llevan su nombre

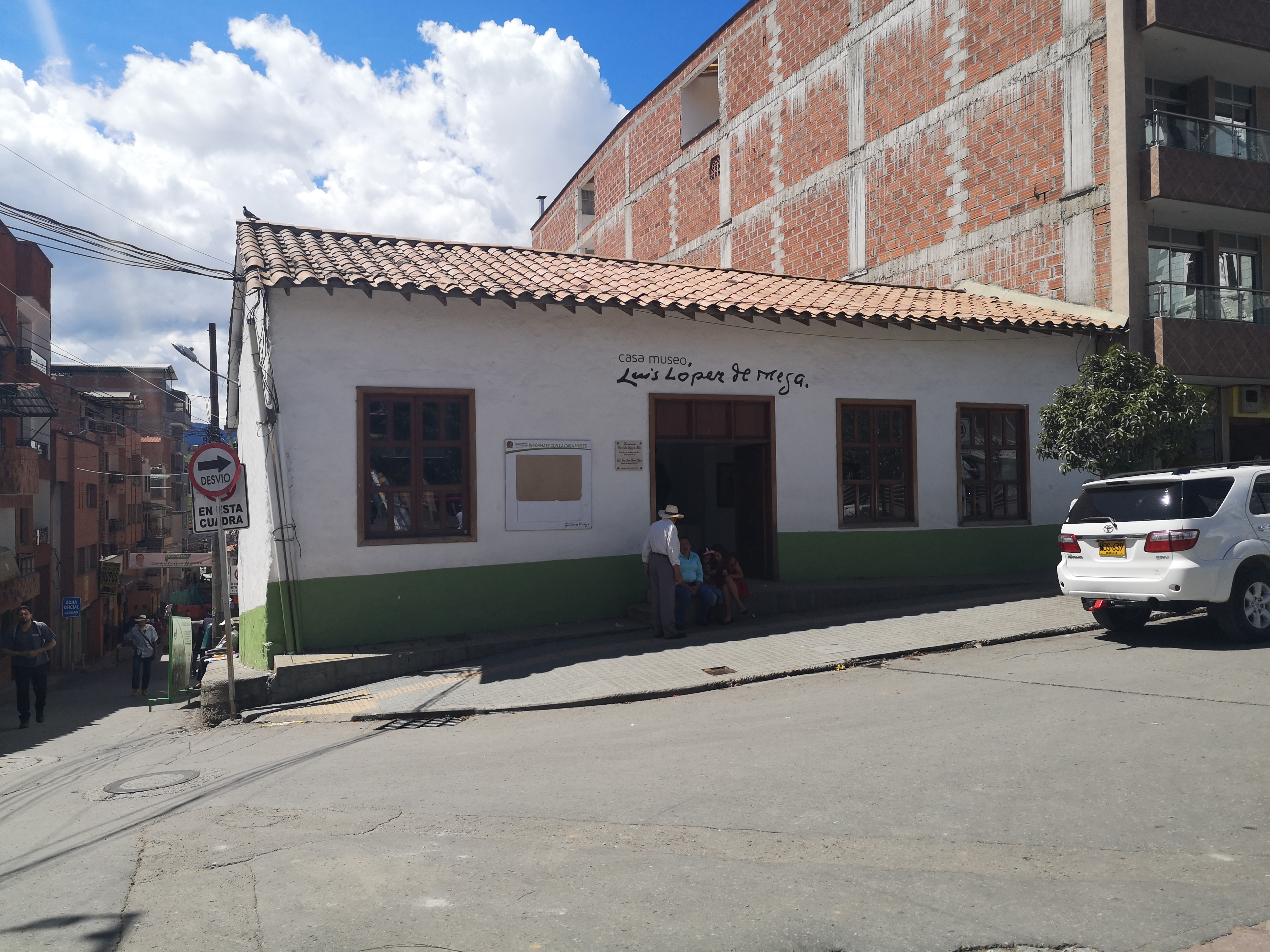
Casa Museo Luis López de Mesa.

- Colegio "Luis López de Mesa" IED, ubicado entre los barrios La Amistad y La Azucena de la localidad de Bosa en Bogotá.
- Colegio "Luis López De Mesa " ubicado en el centro ECOPETROL en Barrancabermeja, Santander
- Colegio INEM "Luis López de Mesa", ubicado dentro del perímetro urbano de Villavicencio, Colombia
- Hemeroteca "Luis López de Mesa", en la Biblioteca Luis Ángel Arango de Bogotá
- Institución Educativa "Luis López de Mesa", en el Barrio del mismo nombre, Medellín, Antioquia.
- Escuela "Luis López de Mesa", en Donmatías, Antioquia, su pueblo natal.
- Casa de la Cultura "Luis López de Mesa" en Donmatías, Antioquia.
- Colegio "Luis López de Mesa" en Bahía Solano, Chocó.
- Casa de la Cultura "Luis López de Mesa" en Bogotá D. C.